# Michel Azéma
Pour les articles homonymes, voir Azéma.
Michel Azéma, né le 12 juin 1752 à Argeliers (Aude), mort le 28 octobre 1827 dans la même ville, est un homme politique de la Révolution française.

## Biographie
La France devient une monarchie constitutionnelle en application de la constitution du 3 septembre 1791. Le même mois, Michel Azéma, alors administrateur de l'Aude, est élu député du département, le premier sur huit, à l'Assemblée nationale législative. 
Il siège sur les bancs de la gauche de l'Assemblée. En février 1792, il vote en faveur de la mise en accusation de Bertrand de Molleville, le ministre de la Marine. En avril, il vote pour que les soldats du régiment de Châteauvieux, qui s'étaient mutinés lors de l'affaire de Nancy, soient admis aux honneurs de la séance. En août, il vote en faveur de la mise en accusation du marquis de La Fayette.
La monarchie prend fin à l'issue de la journée du 10 août 1792 :les bataillons de fédérés bretons et marseillais et les insurgés des faubourgs de Paris prennent le palais des Tuileries. Louis XVI est suspendu et incarcéré, avec sa famille, à la tour du Temple.
En septembre 1792, Michel Azéma est réélu député de l'Aude, le premier sur huit, à la Convention nationale. 
Lors du procès de Louis XVI, il vote la mort et rejette l'appel au peuple et le sursis à l'exécution de la peine. Le 13 avril 1793, il est absent lors du scrutin sur la mise en accusation de Jean-Paul Marat. Le 28 mai, il est également absent lors du scrutin sur le rétablissement de la Commission des Douze.